# فضل بن عیسی
فضل بن عیسی که با نام فضل دوم هم شناخته می‌شود، یکی از امیرزادگان دودمان فضل، در بیابان شام بود که در قرن سیزدهم میلادی حکمرانی داشت. او در ۱۳۱۱ با عنوان امیر الاعراب به ریاست بادیه‌نشینان شمال سوریه رسید و تحت امر سلطنت مملوکان تا ۱۳۱۷ فرمانروایی داشت.

فضل فرزند عیسی بن محنا، سردار قبیله آل فضل، شاخه ای از قبیله طی در بنو ربیعه بود. با شروع حکومت موروثی عیسی، اعضای آل فضل از طرف سلطنت مملوک صاحبان ارثی عنوان تجملی امیر الاعراب (امیر بادیه‌نشین‌ها) شدند. پس از مرگ عیسی در ۱۲۸۴، برادر فضل محنا بااقطاع زمین‌هایی در سلمیه، پالمیرا و جاهای دیگر سوریه، امیر الاعراب شد. همزمان با دوران سلطان ناصرالدین محمد بن قلاوون در ۱۳۱۱–۱۳۱۲ و حملهٔ مغولان ایلخانی به مصر، سلطان به فضل عنوان امیر الاعراب بخشید.